# Hong Suk-Woong
Hong Suk-Woong (24 de abril de 1989) es un deportista surcoreano que compitió en judo. Ganó una medalla de oro en el Campeonato Asiático de Judo de 2013 en la categoría de –81 kg.

## Palmarés internacional
| Campeonato Asiático | Campeonato Asiático | Campeonato Asiático | Campeonato Asiático |
| Año                 | Lugar               | Medalla             | Categoría           |
| ------------------- | ------------------- | ------------------- | ------------------- |
| 2013                | Bangkok (Tailandia) | Medalla de oro      | –81 kg              |